# Wolfgang Nowak (Ingenieurwissenschaftler)
Wolfgang Nowak (* 1974 in Esslingen am Neckar) ist ein deutscher Experte im Bereich der stochastischen Simulation von Umweltsystemen und seit 2014 Professor an der Universität Stuttgart, wo er den Lehrstuhl Stochastische Simulation und Sicherheitsforschung für Hydrosysteme leitet.

## Werdegang und Forschungsgebiet
Der Forschungsschwerpunkt von Wolfgang Nowak liegt auf Ausbreitungs- und Transportprozessen von Stoffen in Strömungen durch poröse Medien. Während seiner Promotion zum Dr.-Ing. an der Universität Stuttgart war er Gastwissenschaftler an der Stanford University (USA), wo er sich intensiv mit geostatistischen Methoden zur Identifizierung von Strömungs- und Transportparametern im Untergrund beschäftigte. Anschließend forschte er an der Universität Stuttgart und im Rahmen eines DFG-Forschungsstipendiums an der University of California, Berkeley (USA) an Methoden zur Optimierung von Experimenten. Von 2008 bis 2014 war er Junior-Professor, seit 2014 ist er Professor für Stochastische Simulation und Sicherheitsforschung für Hydrosysteme an der Universität Stuttgart und leitet seit 2016 als geschäftsführender Direktor das Institut für Wasser- und Umweltsystemmodellierung.
Nowak war in Forschungsverbünden als Principal Investigator tätig: von 2010 bis 2015 in dem DFG-geförderten Internationalen Graduiertenkolleg „Nichtlinearitäten und Upscaling in porösen Medien“ (IRTG 1398 NUPUS), von 2012 bis 2020 in dem DFG-geförderten Graduiertenkolleg „Integrierte Hydrosystemmodellierung“ (GRK 1829 HYDROMOD, Tübingen) und von 2017 bis 2021 im SFB 1253 „Catchments as Reactors: Schadstoffumsatz auf der Landschaftsskala“. Wolfgang Nowak forscht aktuell als Principal Investigator im DFG-Sonderforschungsbereich SFB 1313 „Grenzflächengetriebene Mehrfeld-Prozesse in Porösen Medien – Strömung, Transport und Deformation“ sowie im Exzellenzcluster EXC 2075 „Daten-integrierte Simulationswissenschaft“, dessen Sprecher er seit 2023 gemeinsam mit Steffen Staab ist.
Nowak betreibt Grundlagenforschung und entwickelt Werkzeuge zur Simulation von Hydro- und Umweltsystemen mit besonderem Augenmerk auf der Unsicherheit von Modellvorhersagen. Methodisch geprägt hat er neben seinen Beiträgen zur geostatistischen Inversion insbesondere die Forschungsfelder der Bayes’schen Modellierung (Surrogat-Ansätze, Modellwahl, optimale Versuchsplanung) und der Verschmelzung von physikalisch-basierten Modellen mit datenbasierten Ansätzen des Maschinellen Lernens. Seine innovativen Methoden tragen dazu bei, die Zuverlässigkeit von Vorhersagen in verschiedensten Anwendungsgebieten zu verbessern. Dazu gehören Grundwasserströmungen und darin stattfindende Schadstoffausbreitung, die Speicherung von CO2 im Untergrund, Regeln für die Ausweisung von Trinkwasserschutzgebieten, aber auch Themenfelder wie z. B. die Explosionswahrscheinlichkeit von Lithium-Ionen Akkus oder die Speicherung elektrischer Energie im Zusammenhang mit der Energiewende.

## Aktivitäten, Mitgliedschaften und Auszeichnungen
Wolfgang Nowak ist Mitglied der International Society for Porous Media (InterPore) und war deren Vorsitzender des Ausschusses für Öffentlichkeitsarbeit, 2013 erhielt er für seine Dienste die InterPore-Rosette. Er ist Mitglied der American Geophysical Union (AGU) und wurde 2015 mit deren „Outstanding Reviewer Award“ ausgezeichnet. Seit 2016 ist er Fellow des Stuttgart Center for Simulation Science (SC SimTech). 2020 erhielt er den Lehrpreis der Fakultät „Bau und Umweltingenieurwissenschaften“ der Universität Stuttgart für seine Online-Vorlesung „Statistik“, insbesondere für die gelungene Einbindung von interaktiven Medien.